# Nybster
Nybster is een dorp in het noorden van Schotland, het ligt aan de Noordzee tussen John o' Groats en Wick. Dat is in het oosten van de lieutenancy Caithness in het raadsgebied Highland
In de buurt van Nybster ligt een broch genaamd Nybster Broch.